# محمود عابدی

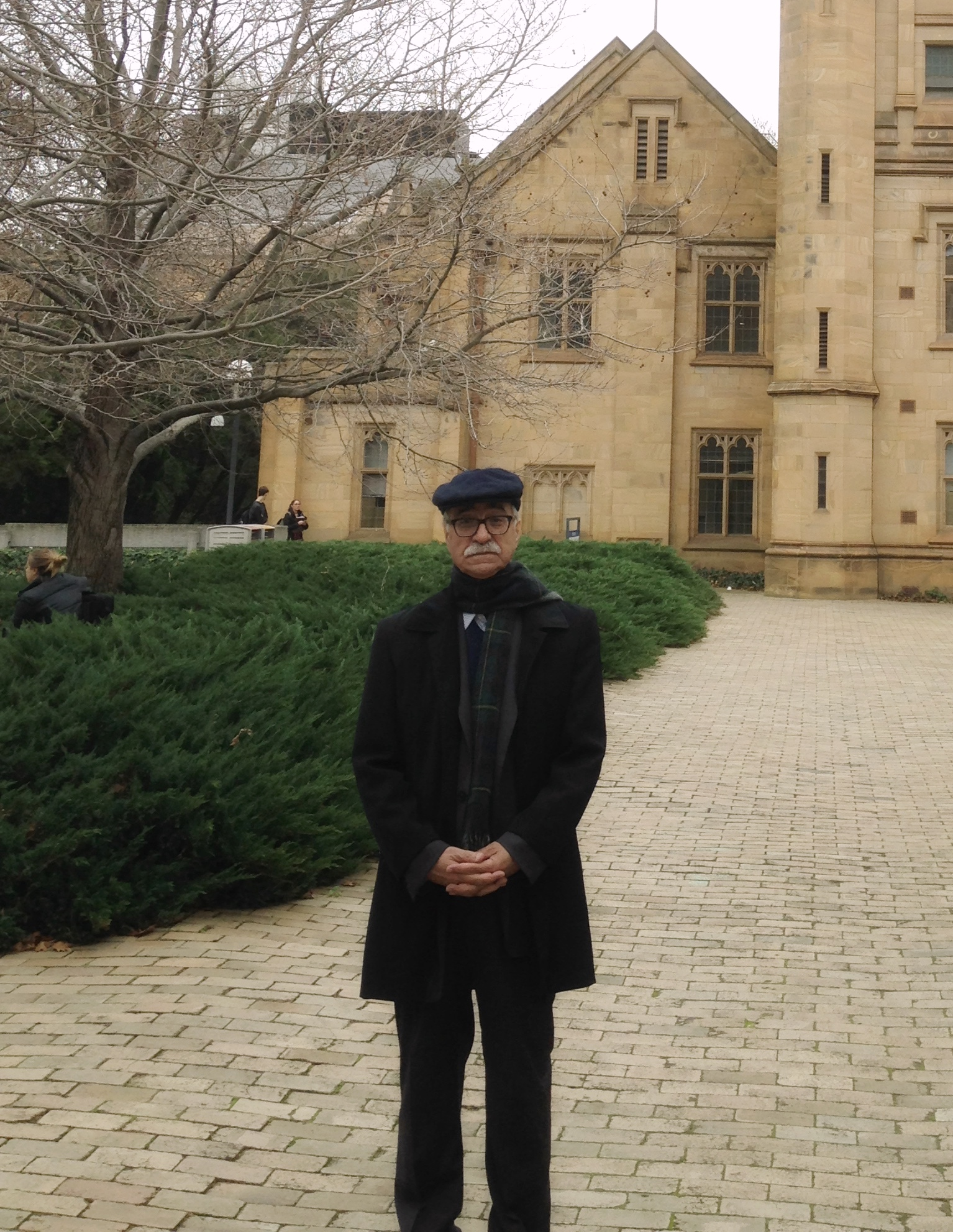
دکتر محمود عابدی

محمود عابدی (زاده ۱۳۲۳، چادگان) عضو هیئت علمی بازنشسته گروه زبان و ادبیات فارسی دانشگاه خوارزمی و عضو پیوستهٔ فرهنگستان زبان و ادب فارسی است. همچنین مدیر گروه تصحیح متون فرهنگستان ادب و زبان فارسی است. وی برندهٔ دو دورهٔ جایزهٔ کتاب سال جمهوری اسلامی ایران برای تصحیح کتاب نفحات‌الانس و کشف‌المحجوب شده‌است.

## تحصیلات
- دکتری: زبان و ادبیات فارسی، دانشگاه تهران، ۱۳۶۳
- کارشناسی ارشد: زبان و ادبیات فارسی، دانشگاه تهران، ۱۳۵۷
- کارشناسی: زبان و ادبیات فارسی، دانشگاه اصفهان، ۱۳۵۴

## افتخارات
- برنده دو دورهٔ جایزهٔ کتاب سال جمهوری اسلامی ایران برای تصحیح کتاب‌های نفحات‌الانس و کشف‌المحجوب (هجویری)
- برندهٔ دو دورهٔ جایزهٔ کتاب سال دانشگاهی از دانشگاه تهران برای تصحیح کتاب‌های نفحات‌الانس و کشف‌المحجوب
- لوح تقدیر از دانشگاه پنجاب برای تصحیح کتاب کشف‌المحجوب
- استاد نمونهٔ دانشگاه خوارزمی
- لوح تقدیر از همایش حامیان نسخ خطی برای تصحیح کتاب کشف‌المحجوب
- استاد نمونه کشوری در سال ۱۳۸۸[۶][۷][۸]

## آثار

### تألیف
- علم و علم‌آموزی در اسلام: بنیاد نهج‌البلاغه، ۱۳۶۲
- درویش گنج بخش: انتشارات سخن، تهران، ۱۳۸۵ (چاپ سوم)
- یک حرف صوفیانه: انتشارات سخن، تهران، ۱۳۸۵
- گوهرهای پراکنده (سخنان علی علیه السلام در نثر فارسی): انتشارات سروش، تهران، ۱۳۸۸

### ترجمه
- فدک در تاریخ: سید محمدباقر صدر، بنیاد بعثت، تهران، ۱۳۶۰
- شیعه و امامت: محمدحسین مظفر، بنیاد بعثت، تهران، ۱۳۶۰
- اثبات خدا: سید محمدباقر صدر، بنیاد بعثت، تهران، ۱۳۶۲
- جستجویی در نهج‌البلاغه: محمدمهدی شمس‌الدین، بنیاد نهج‌البلاغه، تهران، ۱۳۸۶ (چاپ سوم با ویرایش جدید)
- نهج‌البلاغه از کیست؟ :آل یاسین، بنیاد نهج‌البلاغه، تهران، ۱۳۸۶ (چاپ دوم)
- جنگ و صلح از نظر امام علی (علیه السلام): بنیاد نهج‌البلاغه، تهران، ۱۳۶۲.

### تصحیح
- مطلوب کل طالب: رشید وطواط، بنیاد نهج‌البلاغه، تهران، ۱۳۷۴ (چاپ دوم) (چاپ سوم ۱۳۸۶)
- خردنمای جان‌افروز: ابوالفضل مستوفی، نشر فرهنگی رجا، تهران، ۱۳۶۸
- نفحات‌الانس: نورالدین عبدالرحمان جامی، ۱۳۸۶ (چاپ پنجم، انتشارات سخن)
- کلمات علیّه غرا: مکتبی شیرازی، میراث مکتوب، تهران، ۱۳۷۸
- تکملهٔ نفحات‌الانس: عبدالغفور لاری، نشر جام گل، تهران، ۱۳۸۰
- فرمان مالک اشتر، حسین علوی آوی، بنیاد نهج‌البلاغه، تهران، ۱۳۸۲
- کشف‌المحجوب: ابوالحسن هجویری، انتشارات سروش، ۱۳۸۳ (چاپ سوم، ۱۳۸۶)
- روضةالانوار: خواجوی کرمانی، میراث مکتوب، تهران، ۱۳۸۶[۹]